# Комісарства
Комісарства  – 1) адміністративні установи у Гетьманщині, що були посередниками між російськими військами та місцевим населенням. Запроваджені 1766 Малоросійською колегією. Їх очолювали комісари, на них покладався контроль за збором та витратою коштів. Підпорядковувалися Генеральній лічильній комісії (1734–76) при Генеральній скарбовій канцелярії. Усього діяло 21 комісарство – від одного до трьох у кожному полку, а саме: Київське, Козелецьке; Чернігівське, Березнянське; Стародубське, Топальське, Новгород-Сіверське; Ніжинське, Батуринське, Глухівське; Переяславське, Золотоніське; Прилуцьке, Іваницьке; Лубенське, Роменське; Гадяцьке, Зіньківське; Миргородське, Остапівське; Полтавське;
2) правління на території колишніх полків у Слобідській Україні, що отримали статус державних військових слобод. Створені 1775. У кожній слободі було по 6 сотенних містечок, в яких було запроваджено таке правління. Існували до 1786.